# Elanus
Elanus is een geslacht van vogels uit de familie van de havikachtigen (Accipitridae). De wetenschappelijke naam van het geslacht is voor het eerst geldig gepubliceerd in 1809 door Marie Jules César Savigny. In 2004 toonde een moleculaire studie van cytochroom b DNA-reeksen aan dat het geslacht Elanus een vroege afsplitsing is van de roofvogelfamilie Accipitridae (arenden, buizerds, gieren, wouwen, sperwers, haviken en kiekendieven). Mogelijk behoren de Elanus-soorten, net als de visarend en de secretarisvogel eigenlijk tot een eigen familie.

## Soorten
De volgende soorten zijn bij het geslacht ingedeeld:
- Elanus axillaris – Australische grijze wouw
- Elanus caeruleus – Grijze wouw
- Elanus leucurus – Amerikaanse grijze wouw
- Elanus scriptus – Letterwouw